# GMA Network
GMA Network, Inc., powszechnie znane jako GMA – filipińskie przedsiębiorstwo mediowe z siedzibą w Diliman, Quezon City. Firma została założona w 1950 roku jako pierwsza krajowa stacja radiowa. Zajmuje się głównie transmisją radiową i telewizyjną, a spółki zależne prowadzą działalność w różnych firmach związanych z mediami. Większość zysków pochodzi z dochodów reklamowych i marketingowych związanych z dystrybucją telewizyjną.

## Kanały telewizyjne

### Obecne

#### Lokalne
- GMA
  - DZBB-TV (Manila)
  - DZEA-TV (Dagupan)
  - D-12-ZB-TV (Batangas)
  - DWAI-TV (Naga)
  - DYXX-TV (Iloilo)
  - DYGM-TV (Bacolod)
  - DYSS-TV (Cebu)
  - DXMJ-TV (Davao)
- GTV
  - DWDB-TV (Manila)
- Hallypop (razem z Jungo TV)
- Heart of Asia
- I Heart Movies
- Pinoy Hits

#### Międzynarodowe
- GMA Life TV
- GMA News TV
- GMA Pinoy TV

### Dawne
- Citynet Television (1995–2001)
- Channel V Philippines (1999–2001)
- Fox Filipino (2012–2020, razem z The Walt Disney Company Asia Pacific)
- GMA News TV (2011-2021, obecnie działa jako kanał międzynarodowy)
- Q (2005–2011, razem z Zoe Broadcasting Network)
- DepEd TV (własność Departamentu Edukacji)

## Stacje radiowe

### Barangay FM
- DWLS 97.1 (Region Stołeczny)
- DWRA 92.7 (Baguio)
- DWTL 93.5 (Dagupan)
- DWWQ 89.3 (Tuguegarao)
- DWQL 91.1 (Lucena)
- DYHY 97.5 (Puerto Princesa)
- DWCW 96.3 (Naga)
- DYMK 93.5 (Iloilo)
- DYEN 107.1 (Bacolod)
- DYRT 99.5 (Cebu)
- DXLX 100.7 (Cagayan de Oro)
- DXRV 103.5 (Davao)
- DXCJ 102.3 (General Santos)

### Super Radyo
- DZBB 594 (Region Stołeczny)
- DZSD 1548 (Dagupan)
- DYSP 909 (Puerto Princesa)
- DYSI 1323 (Iloilo)
- DYSB 1179 (Bacolod)
- DYSS 999 (Cebu)
- DXRC 1287 (Zamboanga)
- DXGM 1125 (Davao)

## Internet
- GMANetwork.com
- GMA News Online
- GMA On Demand
- Kapuso Stream

## Spółki zależne i oddziały

### Spółki zależne
- Alta Productions Group, Inc.
- Citynet Network Marketing and Productions, Inc.
- GMA International
- GMA Network Films, Inc. (GMA Pictures)
- GMA New Media, Inc.
  - Digify
  - GMA Affordabox
  - GMA Now
- GMA Worldwide, Inc.
- MediaMerge Corporation
- RGMA Marketing and Productions, Inc.
  - GMA Music
  - GMA Playlist
- Scenarios, Inc.
- Script2010, Inc.

### Oddziały
- GMA Entertainment Group
- GMA Integrated News
- GMA Kapuso Foundation
- GMA Public Affairs
- GMA Radio
- GMA Regional TV
- GMA Sports
- Sparkle GMA Artist Center
- Synergy: A GMA Collaboration